# اندیس اوشن ۱
اوشن ۱ یک اندیس غیرفلزی است که در حوالی شهر کجان استان اصفهان قرار دارد و مادهٔ معدنی موجود در آن، خاک صنعتی است.